# Silves (Portogallo)
Silves (pronuncia portoghese: 'siɫvɨʃ) è un comune portoghese di 33.830 abitanti situato nel distretto di Faro.
La popolazione dell'intero comune di Silves nel 2011 era di 37.126 abitanti, su una superficie di 680,06 km2. L'area urbanizzata della città vera e propria conta circa 11.000 abitanti.
Silves è l'ex capitale del Regno dell'Algarve (1249-1910), un regno nominale all'interno del Regno del Portogallo (1139-1910), ed è di grande importanza storica.

## Geografia
Il comune è attraversato dal fiume Arade, che in epoca storica era navigabile ed era fondamentale per la prosperità della città di Silves. Il paesaggio del comune è generalmente collinare. A sud il comune confina con l'Oceano Atlantico.
Silves sorge su una delle più grandi falde acquifere del sud del Portogallo, l'acquifero di Querença-Silves, ed è ricca di aranceti, un frutto introdotto dagli Arabi.
Silves si trova a circa 15 chilometri a nord del tratto di costa dell'Algarve più vicino, a 20 chilometri a nord-est di Portimão e a 62 chilometri a nord-ovest dell'aeroporto internazionale di Faro.

## Storia

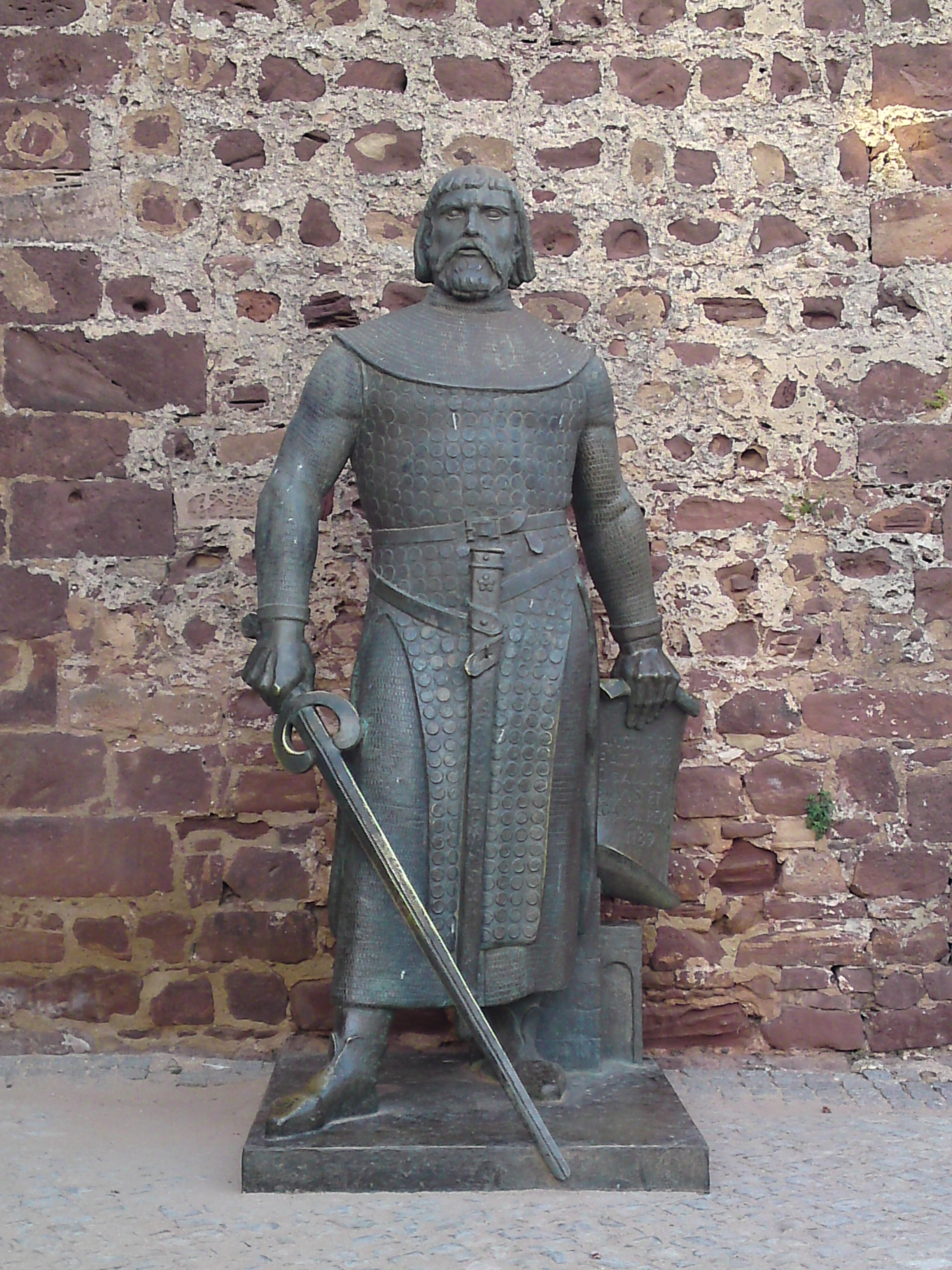
Ingresso del castello di Silves: statua di Sancho I del Portogallo

Silves fu originariamente abitata da popolazioni indoeuropee come i Celti e in seguito fu una base commerciale fenicia, che le diedero il nome di Cilpes. Questo insediamento si sviluppò nella città romana di Silbis. In seguito divenne la capitale del piccolo regno musulmano dell'Algarve, con un castello, un porto, cantieri navali e un commercio ben consolidato con i porti del Mediterraneo e dell'Africa entro l'XI secolo. All'epoca era anche un importante centro culturale e artistico con legami con l'Andalusia e il Nord Africa, rinomato per i suoi poeti e saggi. Fu riconquistata da Sancho I del Portogallo e dai crociati inglesi. La riconquista durò tre mesi nel 1189, prima che la città fosse riconquistata nel 1191 dagli Almohadi (Abu Yusuf Yaqub al-Mansur) e infine definitivamente annessa al Portogallo con l'Algarve nel 1242, sotto l'azione di Dom Paio Peres Correia al servizio di Ferdinando III di Castiglia. Il terremoto del 1755 distrusse gran parte dell'architettura moresca.
Per molto tempo è stato un porto importante, prima di decadere a causa del lento insabbiamento del fiume Arade.
Nel XIX secolo, Silves divenne un importante centro dell'industria portoghese del sughero. Il declino dell'industria iniziò dopo che i lavoratori delle fabbriche di sughero, istigati da organizzazioni comuniste e anarco-sindacaliste che ricorrevano alla coercizione con armi da fuoco, sostennero il fallito sciopero generale portoghese del 1934, dopo il quale il regime autoritario dell'Estado Novo si vendicò chiudendo di fatto l'industria della città.
Nel XXI secolo, il comune ha ospitato il Centro nazionale di allevamento della lince iberica (Centro di Silves).

## Società

### Evoluzione demografica
| 1801  | 1849  | 1900  | 1930  | 1960  | 1981  | 1991  | 2001  | 2004  |
| 10509 | 15509 | 29598 | 34461 | 33368 | 31389 | 32924 | 33830 | 34909 |

## Luoghi d'interesse
- Cattedrale di Silves è l'antica cattedrale della diocesi di Silves, prima che la sede della diocesi fosse trasferita a Faro.
- Castello di Silves è un castello fortificato che domina la città di Silves.
- Ponte Velha erroneamente considerato spesso un ponte romano, in realtà medioevale.

## Freguesias
- Alcantarilha
- Algoz
- Armação de Pêra
- Pêra
- São Bartolomeu de Messines
- São Marcos da Serra
- Silves
- Tunes